# Can Benet (Vilobí d'Onyar)
Can Benet és un edifici del municipi de Vilobí d'Onyar (Selva). Forma part de l'Inventari del Patrimoni Arquitectònic de Catalunya.

## Descripció
La casa està situada al nucli més antic de la vila, al carrer Onyar, que segueix la forma corba de l'antiga muralla. És una casa entre mitgeres de tres plantes, vessant a façana i cornisa catalana. Les obertures de la planta baixa i la planta noble són quadrangulars amb llinda monolítica. Destaca el portal de dimensions considerables que presenta als brancals unes petxines en relleu que probablement eren l'acabament d'un guardapols, ja que a la part superior s'observa l'arrancament de la motllura. Ha estat molt reformada recentment i subdividida en tres habitatges. La porta de la dreta ha estat oberta per permetre l'accés als apartaments superiors. La rehabilitació però ha respectat la tipologia original de la façana.